# Río Arazas
El río Arazas es un corto río que discurre por el noreste de España, estado de la Unión Europea, en la vertiente sur de los Pirineos Aragoneses. Nace en las faldas del macizo del Monte Perdido, en las inmediaciones del refugio de Góriz, y forma el impresionante valle de Ordesa. Tras recorrer apenas 15 kilómetros, desemboca en el río Ara, junto al Puente de los Navarros, cerca de la localidad de Torla-Ordesa, provincia de Huesca, en la comarca del Sobrarbe de la comunidad autónoma de Aragón. 
Toda su cuenca se encuentra incluida en el parque nacional de Ordesa y Monte Perdido.

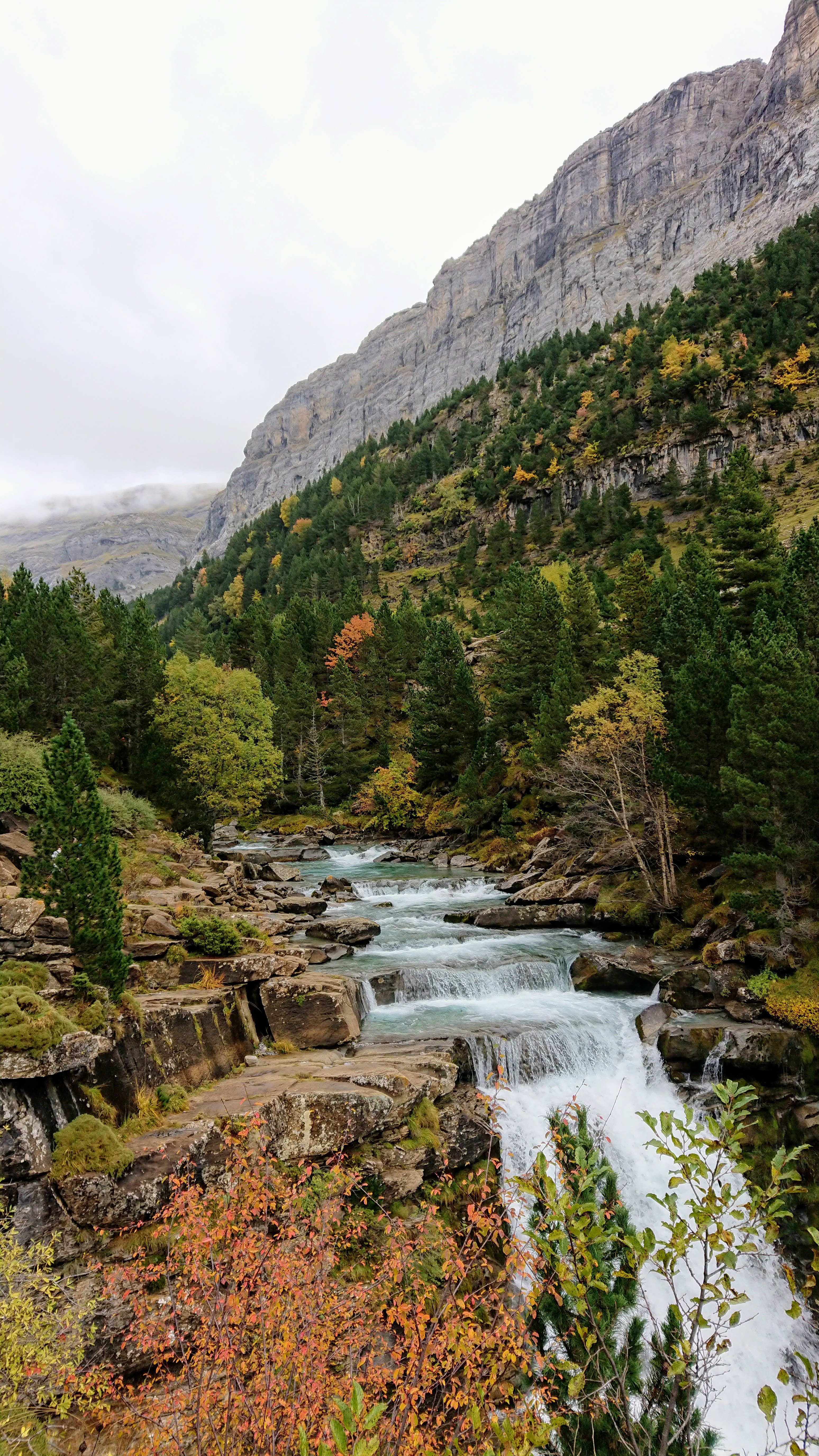
El río Arazas a su paso por Las Gradas de Soaso, en el parque nacional de Ordesa y Monteperdido